# Affaire Vanessa Tchatchou
L'affaire Vanessa Tchatchou est une affaire de bébé volé au Cameroun.

## Contexte et déroulement
Vanessa voit disparaître son bébé peu après son accouchement, le 20 août 2011, dans un hôpital de Yaoundé,. À 17 ans, Vanessa Tchatchou lycéenne issue d’un milieu défavorisé, dont la petite fille a mystérieusement disparu entre la salle d’accouchement et la couveuse où elle devait être placée. 
Persuadée d’être victime d’un réseau de trafiquants d’enfants, elle saisit le procureur de la République. 
Le combat de Vanessa prend une tournure politique quand Issa Tchiroma déclare, début février 2012, que l’enfant est décédé, signifiant ainsi le classement de l’affaire. Selon le gouvernement, c’est un couple qui aurait kidnappé le nouveau-né et en raison de l’état de santé fragile du nourrisson, celui-ci serait mort et enterré par ledit couple.
Vincent-Sosthène Fouda, dont la candidature à la présidence avait été invalidée lors du scrutin d’octobre 2011 est placé en garde à vue pour avoir participé à une manifestation de soutien à Vanessa, le 10 février 2012.

## Suites
En octobre 2012, Jocelyne Ngbwa est condamnée pour vol et meurtre du bébé de Vanessa. D'autres mère sont victimes de disparition de bébé.
Vanessa décide de suivre une formation de droit à l'Université de Dschang, et devient avocate au Cameroun,.
En novembre 2024, elle accuse sur le plateau de télévision de la chaîne Equinoxe Télévision la dame nommée Caroline Mendjang Tikum Eteh épouse Atangana, d'être la personne qui a volé son enfant,.